# Страсбург (аеропорт)
Міжнародний аеропорт Страсбург (фр. Aéroport International de Strasbourg-Entzheim; нім. Flughafen Straßburg) (IATA: SXB, ICAO: LFST) — аеропорт, розташований в Енцайм, за 10 км NW від Страсбургу, департамент Нижній Рейн, Ельзас, Франція.

## Інфраструктура
Аеропорт має один пасажирський термінал, один вантажний термінал і бізнес-центр. Пасажирський термінал має чотири гейти для посадки і висадки авіапасажирів, два багажних конвеєра для польотів в Шенгенській зоні і один багажний конвеєр для міжнародних рейсів з країн, що не входять в Шенген. Аеропорт має максимальну ємність 2,5 млн пасажирів на рік. Вантажний термінал може обробляти 30 000 тонн вантажів на рік.

## Авіалінії та напрямки, травень 2021
| Авіакомпанія      | Пункт призначення |
| ----------------- | --- |
| Aegean Airlines   | Сезонний: Афіни |
| Air Arabia Maroc  | Фес, Надор |
| Air France        | Амстердам, Ліон, Марсель, Ніцца, Тулуза Сезонний: Аяччо, Кальві, Фігарі, По, Перпіньян, Тулон                                                                                        |
| Arkia             | Сезонний: Тель-Авів |
| Brussels Airlines | Брюссель |
| Iberia Regional   | Мадрид |
| Israir Airlines   | Сезонно: Тель-Авів |
| Lufthansa         | Мюнхен |
| Nouvelair         | Сезонно: Джерба, Туніс |
| Royal Air Maroc   | Касабланка |
| SunExpress        | Ізмір, Кайсері |
| Tassili Airlines  | Алжир, Константіна, Сезонний: Оран |
| TUI fly Belgium   | Сезонно: Агадір, Марракеш Сезонний чартер: Афіни, Іракліон, Родос |
| Tunisair          | Джерба, Туніс |
| Turkish Airlines  | Стамбул |
| Twin Jet          | Лілль |
| Volotea           | Бордо, Марсель, Монпельє, Нант, Ніцца, Тулуза Сезонний: Аяччо, Афіни, Барселона, Бастія, Біарриц, Корфу, Дубровник, Фігарі, Лансароте, Марракеш, Ольбія, Палермо, Пальма-де-Мальорка |

## Пасажирообіг
Див. джерело запитів Вікіданих та джерела.